# Texas-Arlington Mavericks

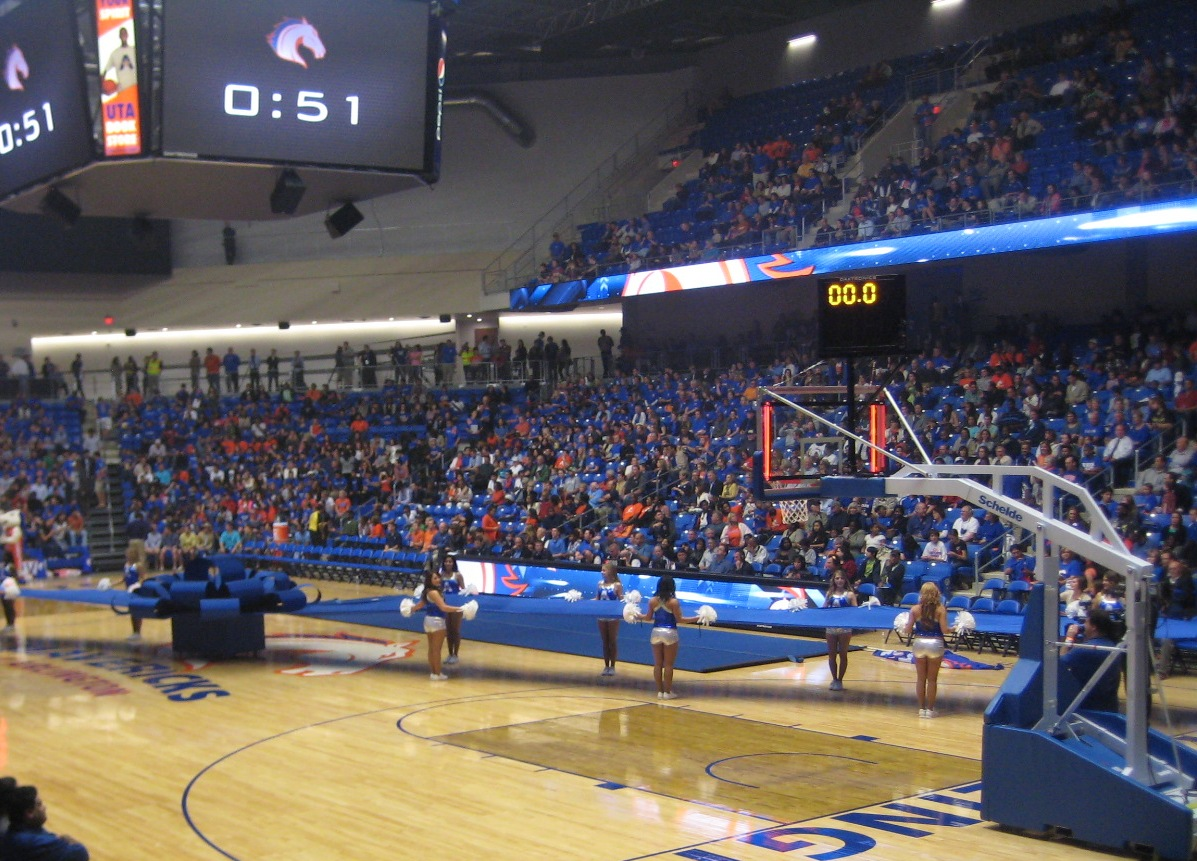
College Park Center.

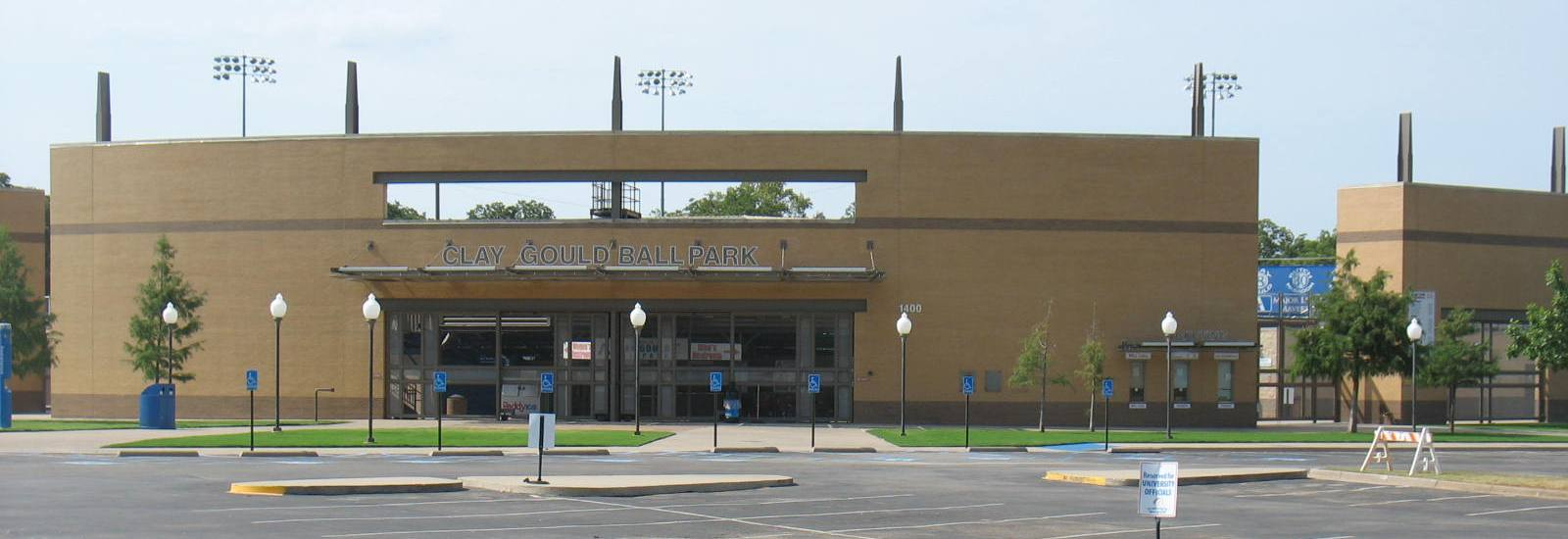
Clay Gould Ballpark.

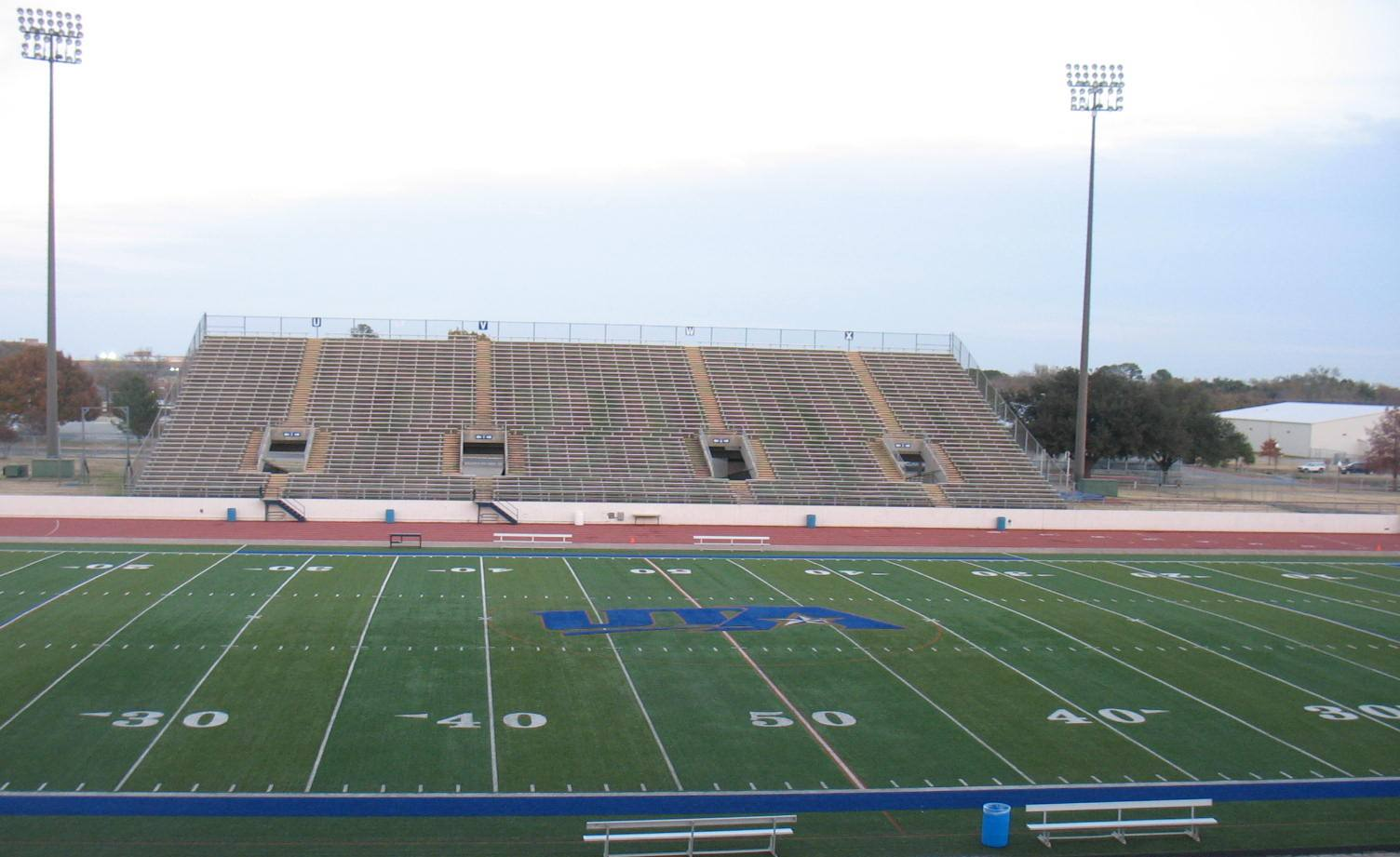
Maverick Stadium.

Texas-Arlington Mavericks (o UT Arlington Mavericks), popularmente también conocidos como Mavs (Aventureros de la Universidad de Texas en Arlington), es la denominación de los equipos deportivos de la Universidad de Texas en Arlington, institución académica ubicada en Arlington, Texas. Los Mavericks participan en las competiciones universitarias organizadas por la NCAA, y forman parte de la Western Athletic Conference desde 2022.

## Historia
UTA fue una de las universidades fundadoras de la Southland Conference en 1963, y participó en dicha conferencia hasta el año 2012. Se unieron entonces a la Western Athletic Conference por una temporada, antes de acabar en la Sun Belt.
Después de que Sun Belt Conference anunciara que agregaría cuatro nuevos miembros en julio de 2022, todos los cuales participan en el fútbol americano, UT Arlington anunció que volvería a la WAC en ese momento.
UT Arlington ganó la Copa del Comisionado de la Southland Conference en tres ocasiones desde que el galardón se instituyó en 1998. La Copa del Comisionado premia al mejor programa atlético de las universidades miembros de la conferencia, valorando todas las especialidades tanto masculinas como femeninas.

## Apodo y mascota
Desde su incorporación al sistema universitario de Texas en 1917, loe equipos deportivos han tenido diversas denominaciones. Comenzaron siendo conocidos como los Grubbers, para posteriormente pasar por una lista interminable de apodos, que incluyen algunos como Hornets, Junior Aggies, Blue Riders y Rebels. En 1971, tras una nueva votación, se decidió el cambio por el de Mavericks, ganando a otras opciones como Toros, Rangers y Hawks. Su primera mascota fue un caballo con cuernos. La denominación de Mavericks ocurrió 9 años antes de que la franquicia de la NBA de Dallas la utilizara.

## Programa deportivo
Los Mávericks compiten en 6 deportes masculinos y en 6 femeninos:
| Masculino: - Baloncesto - Golf - Béisbol - Tenis - Atletismo - Campo a través | Femenino: - Baloncesto - Atletismo - Voleibol - Tenis - Campo a través - Softball |

## Instalaciones deportivas
- College Park Center es donde disputan sus partidos los equipos de baloncesto y voleibol. Fue inaugurado en febrero de 2012 y costó más de 78 millones de dólares. Tiene una capacidad para 7.000 espectadores.[4]
- Clay Gould Ballpark, es donde disputa sus encuentros el equipo de béisbol. Fue inaugurado en 1974 y tiene una capacidad para 1.600 espectadores.[5]
- Maverick Stadium, es el estadio donde se desarrollan las competiciones de atletismo al aire libre. Fue inaugurado en 1980 y tiene una capacidad para 12.500 espectadores.[6]